# Régis Rey
Régis Rey (* 8. April 1929; † 7. April 2022 in Les Contamines-Montjoie) war ein französischer Skispringer.

## Werdegang
Rey, der von 1951 bis 1956 der französischen Nationalmannschaft angehörte, gab sein internationales Debüt mit dem Start bei den Olympischen Winterspielen 1952 in Oslo. Dabei sprang er im Einzel von der Normalschanze auf den 38. Platz. Zwei Jahre später bei den Nordischen Skiweltmeisterschaften 1954 in Falun sprang er auf 63 und 62,5 Meter und erreichte damit Rang 56 von der Normalschanze.
In Cortina d’Ampezzo gelang es Rey bei den Olympischen Winterspielen 1956 nicht, sein Ergebnis von Oslo 1952 zu verbessern. Nach schwachen Sprüngen stand er von der Normalschanze punktgleich mit dem Italiener Enzo Perin auf dem 48. Platz. Bei der Nordischen Skiweltmeisterschaft 1958 im finnischen Lahti trat er nicht an, da Frankreich keine Skispringer nach Finnland schickte.
Sein Bruder Robert Rey war ebenfalls als Skispringer aktiv.